# Rosureux
Rosureux is een gemeente in het Franse Arrondissement Pontarlier dat behoort tot het departement Doubs (regio Bourgogne-Franche-Comté) en telt 85 inwoners (2009).

## Geografie
De oppervlakte van Rosureux bedraagt 6,0 km², de bevolkingsdichtheid is dus 14,2 inwoners per km².
De onderstaande kaart toont de ligging van Rosureux met de belangrijkste infrastructuur en aangrenzende gemeenten.

## Demografie
Onderstaande figuur toont het verloop van het inwonertal (bron: INSEE-tellingen).